# آهودشت (نور)
آهودشت چمستان با آهودشت نزدیک ساری فرق داره
آهودشت، روستایی است از توابع بخش چمستان شهرستان نور در استان مازندران ایران. گفته می‌شود در محل ابن روستا شهری تاریخی به‌نام پایدشت بوده‌است. مردم این روستا به زبان مازندرانی صحبت میکنند.

## جمعیت
این روستا در دهستان ناتل‌رستاق قرار دارد و براساس سرشماری مرکز آمار ایران در سال ۱۳۸۵، جمعیت آن ۱۴۵۹ نفر (۳۶۱خانوار) بوده‌است. فاصله این روستا تا شهر چمستان ۳ کیلومتر، تا آمل ۱۵ و تا نور ۲۰ کیلومتر می‌باشد. ضمناً بقعه آقا شاه بالو در این روستا واقع شده‌است. روستاهای همجوار این روستا عبارتند از: کرات کتی، باغبانکلا، شهربند٬سالده علیا٬سالده سفلی و عبداله آباد.